# Oficina de Asuntos de Desarme de las Naciones Unidas
La Oficina de Asuntos de Desarme de las Naciones Unidas (UNODA, por sus siglas en inglés) es un organismo de la Secretaría General de la ONU establecido como el Departamento de Asuntos de Desarme, como parte del plan del Secretario General de las Naciones Unidas Kofi Annan para reformar la ONU, tal como lo presentó en su informe a la Asamblea General en julio de 1997. 
Su objetivo es promover el desarme nuclear y no-proliferación y el fortalecimiento de los regímenes de desarme con respecto a otras armas de destrucción en masa, armas químicas y biológicas. Asimismo promueve los esfuerzos de desarme en el área de armas convencionales, especialmente minas terrestres y armas de fuego pequeñas, que suelen ser las preferidas en los conflictos actuales.
Esta oficina es liderada por la Secretaria General Adjunta y Alta Representante para Asuntos de Desarme Izumi Nakamitsu,  de Japón, quien asumió el cargo el 1 de mayo de 2017.  

## Historia
En su histórica resolución 1653 de 1961, "Declaración sobre la prohibición del uso de armas nucleares y termo-nucleares", la Asamblea General de la ONU declaró que el uso de armas nucleares "excedería incluso el alcance de la guerra y causaría sufrimiento y destrucción indiscriminados a la humanidad y la civilización y, como tal, es contraria a las normas del derecho internacional y a las leyes de la humanidad ”.

La Oficina de Asuntos de Desarme de las Naciones Unidas se estableció originalmente como departamento en 1982 por recomendación del segundo período extraordinario de sesiones de la Asamblea General sobre desarme (SSOD II por sus siglas en inglés). En 1992, se convirtió en Centro de Asuntos de Desarme, dependiente del Departamento de Asuntos Políticos de la ONU. A finales de 1997, volvió a ser el Departamento de Asuntos de Desarme.
Posteriormente, en el 2007, el Secretario General Ban Ki-moon anunció el nombramiento de Sérgio de Queiroz Duarte de Brasil como el Alto Representante para Asuntos de Desarme al nivel de Secretario General Adjunto. Es así que el departamento se convirtió en la Oficina de Asuntos de Desarme de las Naciones Unidas. Después de su jubilación en febrero de 2012, Angela Kane se convirtió en la primera mujer y primera no diplomática en asumir el cargo de Alta Representante para Asuntos de Desarme. 

## Objetivos
Los principales objetivos de la UNODA son promover el desarme nuclear y la no proliferación; además, apoya el desarrollo y la aplicación de medidas prácticas de desarme al finalizar un conflicto y la reincorporación de los individuos involucrados a la sociedad civil.
UNODA provee apoyo substantivo y organizacional para el establecimiento de normas en el área de desarme a través de la Asamblea General de la ONU y la Primera Comisión, la Comisión de Desarme, y la Conferencia del Desarme, entre otros. Fomenta las medidas preventivas del desarme como el diálogo, la transparencia y el fortalecimiento de la confianza sobre asuntos militares, y alienta esfuerzos regionales de desarme. Este último incluye el Registro de Armas Convencionales de la ONU y foros regionales. También provee información sobre los esfuerzos de desarme de la ONU.

UNODA apoya el desarrollo e implementación de medidas prácticas de desarme después de un conflicto, como el desarme y la desmovilización de excombatientes y ayuda en su reintegración a  la sociedad civil.

## Organización
La Oficina de Asuntos de Desarme de las Naciones Unidas está compuesta por cinco subdivisiones: La Subdivisión de la Secretaría de la Conferencia de Desarme y de Apoyo a la Conferencia (Ginebra), la Subdivisión de Armas de Destrucción en Masa (ADM), la Subdivisión de Armas Convencionales (incluye el desarme práctico), la Subdivisión de Información y Actividades de Extensión (IOB) y la Subdivisión de Desarme Regional (RDB). La RDB gestiona, a su vez, tres centros. 
Las subdivisiones y centros se organizan de la siguiente manera: 

## Actividades

### Subdivisión de la Secretaría de la Conferencia de Desarme y de Apoyo a la Conferencia (Ginebra)
La subdivisión de la Secretaría de la Conferencia de desarme y de Apoyo a la Conferencia, con base en Ginebra, brinda servicios sustantivos y organizacionales a la Conferencia de Desarme, el único foro de negociación multilateral en materia de desarme de la comunidad internacional. 

### Subdivisión de Armas de Destrucción en Masa (ADM por sus siglas en inglés)
La Subdivisión de Armas de Destrucción en Masa brinda apoyo sustantivo en materia de desarme de armas de destrucción en masa (armas nucleares, químicas y biológicas). Apoya y participa en las iniciativas multilaterales destinadas a fortalecer la no proliferación de esas armas, y en ese sentido, coopera con las organizaciones intergubernamentales y los organismos especializados del sistema de las Naciones Unidas relevantes, en especial con el OIEA, la OPAQ y la Comisión Preparatoria de la OTPCE. 

### Subdivisión de Armas Convencionales (CAB por sus siglas en inglés)
La Subdivisión de Armas Convencionales dirige sus esfuerzos en el ámbito convencional (todas las armas no consideradas armas de destrucción en masa, incluidas las armas pequeñas y las armas ligeras) para promover la transparencia y fomentar la confianza, frenar el flujo de armas pequeñas en las regiones de tensión y desarrollar medidas de desarme práctico. Es responsable de brindar apoyo sustantivo a las conferencias sobre el Programa de Acción de la ONU sobre armas pequeñas, el proceso del Tratado sobre el Comercio de Armas y los registros de transparencia de la ONU. Además, dirige el mecanismo de coordinación interna sobre armas pequeñas de la ONU, CASA.

### Subdivisión de Información y Actividades de Extensión (IOB por sus siglas en inglés)
La Subdivisión de Información y Actividades de Extensión se encarga de la organización de una gran variedad de eventos y programas especiales relacionados con el desarme, redacta las publicaciones de la ODA como el Anuario sobre Desarme y documentos ocasionales de la Oficina, y recopila bases de datos especializadas como el Registro de Armas Convencionales, el Estatuto de los Tratados y el Artículo 7 – Convención sobre la Prohibición de Minas.

### Subdivisión de Desarme Regional (SDR)
La Subdivisión de Desarme Regional brinda apoyo sustantivo, incluye servicios de asesoramiento, a los Estados miembros y las organizaciones regionales y subregionales en materia de medidas de desarme y otras cuestiones en materia de seguridad.
Además, la SDR supervisa y coordina las actividades de los tres centros regionales:
- Centro Regional de las Naciones Unidas para la Paz y el Desarme en África (UNREC)
- Centro Regional de las Naciones Unidas para la Paz y el Desarme en Asia y el Pacífico (UNRCPD)
- Centro Regional de las Naciones Unidas para la Paz, el Desarme y el Desarrollo en América Latina y el Caribe (UNLIREC)

## Lista de Representantes
| Antiguos jefes y predecesores de la UNODA | Antiguos jefes y predecesores de la UNODA | Antiguos jefes y predecesores de la UNODA | Antiguos jefes y predecesores de la UNODA |
| Subsecretario General                     | País de nacionalidad                      | Años de servicio                          | Secretario General de la ONU              |
| ----------------------------------------- | ----------------------------------------- | ----------------------------------------- | ----------------------------------------- |
| Jan Mårtenson                             | Suecia                                    | 1982–1987                                 | Javier Pérez de Cuéllar                   |
| Yasushi Akashi                            | Japón                                     | 1987–1991                                 | Javier Pérez de Cuéllar                   |
| Prvoslav Davinic                          | Yugoslavia                                | 1992-1997                                 | Boutros Boutros-Ghali                     |
| Jayantha Dhanapala                        | India                                     | 1998–2003                                 | Kofi Annan                                |
| Nobuyasu Abe                              | Japón                                     | 2003–2006                                 | Kofi Annan                                |
| Nobuaki Tanaka                            | Japón                                     | 2006–2007                                 | Kofi Annan                                |
| Sérgio de Queiroz Duarte                  | Brasil                                    | 2007–2012                                 | Ban Ki-moon                               |
| Angela Kane                               | Alemania                                  | 2012–2015                                 | Ban Ki-moon                               |
| Kim Won-soo                               | Corea del Sur                             | 2015–2017                                 | Ban Ki-moon António Guterres              |
| Izumi Nakamitsu                           | Japón                                     | 2017–present                              | António Guterres                          |